# 阳新县博物馆

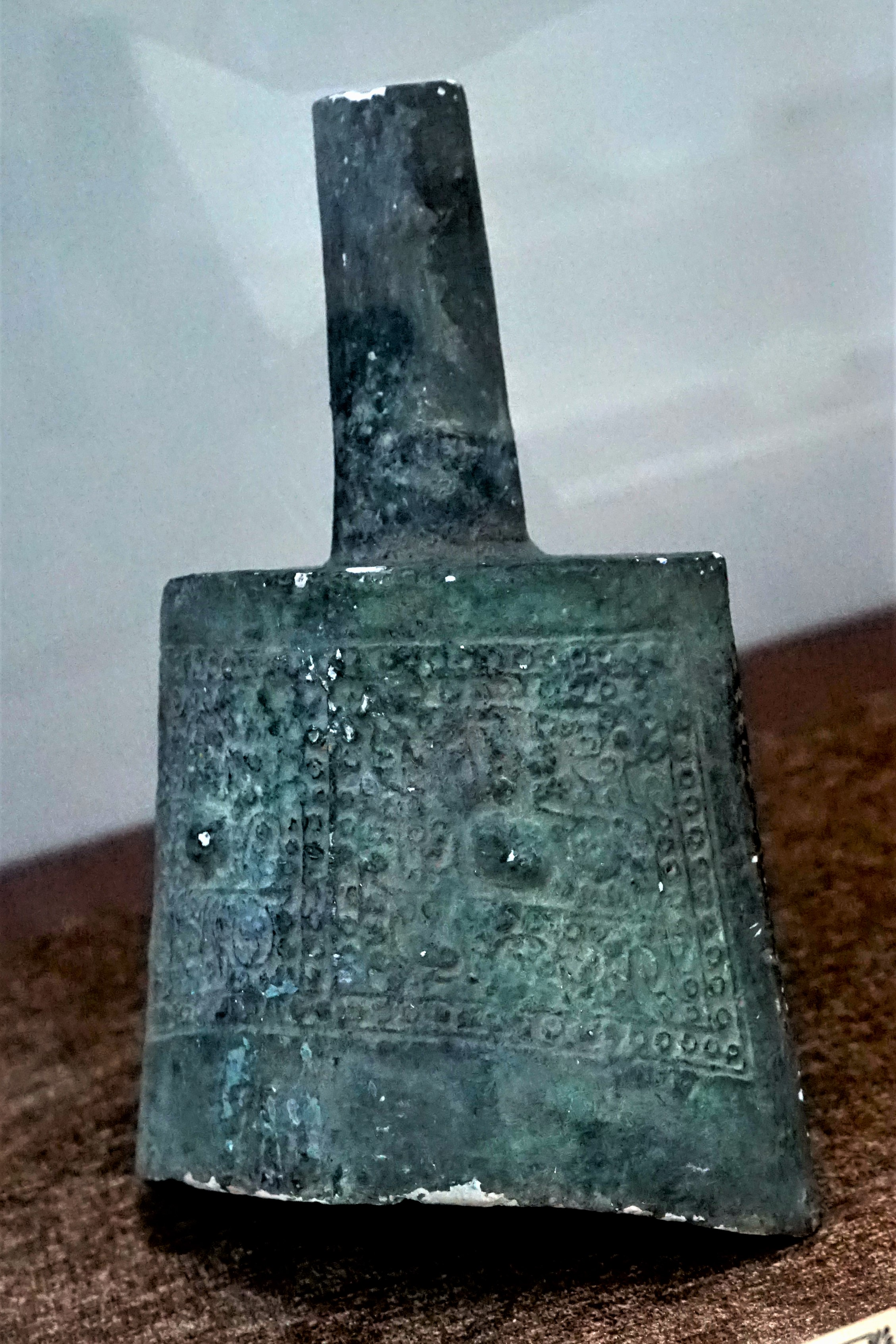
阳新县博物馆展出的商代青铜铙

阳新县博物馆是位于中国湖北省阳新县的一座国有综合性博物馆，位于兴国镇城区的陵园大道上。建筑面积1200平方米，展区800平方米。1978年5月开放，现馆舍竣工于1986年。负责阳新县苏维埃政府旧址、鄂东特委机关旧址、“二·二七”烈士殉难地、沙村革命烈士纪念碑等县级文物保护单位的保护工作。
馆藏文物4000多件，其中国家一级文物17件。常设展览有大路铺遗址陈列、阳新历史文物展览、阳新革命文物展览以及半壁山墓展览。珍贵文物有商代青铜铙、战国青铜剑和矛、宋代青花瓷杯，清乾隆金龙、碧玉簪，1927年阳新二·二七惨案九烈士遗物和墓碑，土地革命时期阳新县委、鄂东南特委的文件、印信、货币、武器等。